# Militaire Orde van Verdienste (Hessen-Kassel)
Op 25 februari 1769 stichtte Landgraaf Frederik II van Hessen-Kassel een Orde van Militaire Verdienste onder de in die tijd aan het Frans sprekende hof meer voor de hand liggende naam van "Ordre pour la Vertu Militaire".
Deze Ridderorde was bestemd voor het belonen van "onverschrokken en standhaftig gedrag" in oorlogstijd. Maximilian Gritzner merkt op dat de Orde sterk herinnert aan de Pruisische Orde "Pour le Mérite" waarmee het de vorm en de draagwijze, "en sautoir", gemeen heeft.
Het kleinood is een achtpuntig kruis met gouden leeuwen in de armen en de gouden letters "WK VIR TV TI" op de armen. De kleur van het kruis is ongebruikelijk; het is roze.
De keerzijde is leeg gelaten.
Als verhoging dient een beugelkroon en het lint van de Orde, die slechts één graad had, was hemelsblauw met een zilveren rand.
Nadat Keurhessen in 1866 door Pruisen werd geannexeerd werd de Orde eerst in de rij van Pruisische Orden opgenomen maar later, na nooit meer verleend te zijn, afgeschaft.